# Municipio de Linton (Dakota del Norte)
El municipio de Linton (en inglés: Linton Township) es un municipio ubicado en el condado de Ward en el estado estadounidense de Dakota del Norte. En el año 2010 tenía una población de 31 habitantes y una densidad poblacional de 0,33 personas por km².

## Geografía
El municipio de Linton se encuentra ubicado en las coordenadas 48°4′16″N 101°44′42″O / 48.07111, -101.74500. Según la Oficina del Censo de los Estados Unidos, el municipio tiene una superficie total de 93.26 km², de la cual 89,29 km² corresponden a tierra firme y (4,26 %) 3,97 km² es agua.

## Demografía
Según el censo de 2010, había 31 personas residiendo en el municipio de Linton. La densidad de población era de 0,33 hab./km². De los 31 habitantes, el municipio de Linton estaba compuesto por el 100 % blancos. Del total de la población el 0 % eran hispanos o latinos de cualquier raza.